# Dissabte de Passió
Dissabte de Passió és, en la litúrgia catòlica la vespra del Diumenge de Rams. No ha de ser confós amb el Dissabte Sant, que se celebra una setmana després.
La Setmana Santa ve precedida per l'anomenada setmana de Passió, que culmina el Diumenge de Rams. L'existència en molts llocs de processons a partir del Divendres de Dolors, situen en el començament de la celebració de la Setmana Santa al Dissabte de Passió, amb processons per exemple a Múrcia.